# シュコダ41T
シュコダ41Tは、ドイツの都市・ボンの路面電車（ボン・シュタットバーン）に在籍する車両。チェコのシュコダ・トランスポーテーションが展開する超低床電車ブランドであるフォアシティ・スマートの1車種で、2024年から営業運転を開始した。

## 概要
2019年12月、ボンの各種インフラを運営するシュタットウェルケ・ボンは、チェコのシュコダ・トランスポーテーションとの間に新型電車の発注を実施した。これは、ボン・シュタットバーンのうちボン市内の系統に導入された超低床電車のR1.1形の置き換えを念頭に入れたもので、当初は26両が発注され、後年にオプション分を用いて2両の追加発注が行われた。これらの契約を基に製造が行われるのが41Tである。
両運転台の3車体連接車で、前後車体に回転軸や主電動機を備えたボギー台車が2基設置され、台車が無いフローティング構造の中間車体を挟み込む構造の編成となっている。乗降扉は前後車体に1箇所、中間車体に2箇所設けられており、置き換え対象のR1.1形と比べて扉の数が増加し乗客の流動性の向上が図られている。車内にはボン・シュタットバーン向け車両として初めて運転室と客室双方に冷暖房双方に対応した、CO2冷媒を用いた空調装置が設置されている他、wi-fi通信にも対応した機器が備わっている。また、中間車体には車椅子やベビーカー、自転車などが設置可能なフリースペースが2箇所存在する。

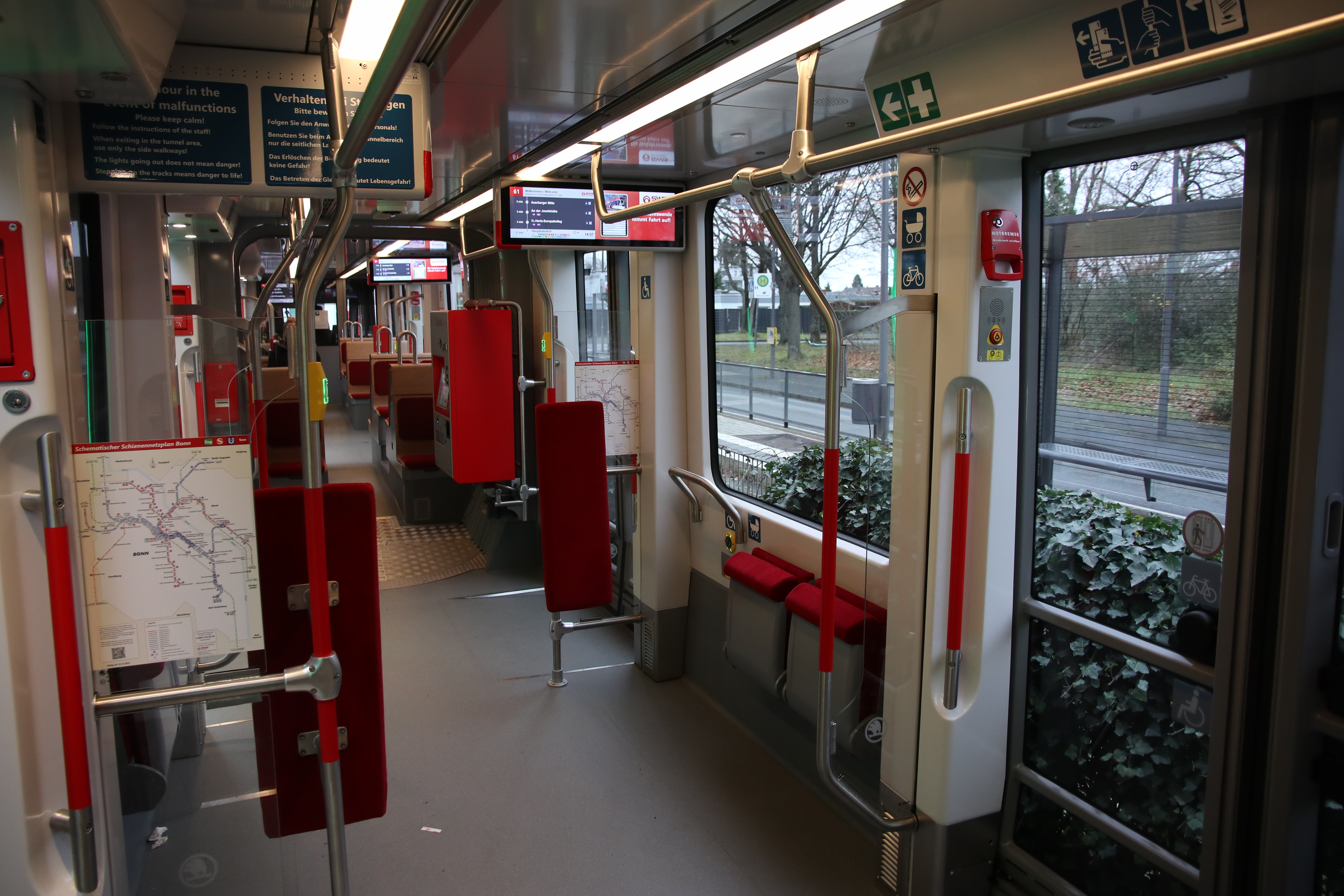
車内
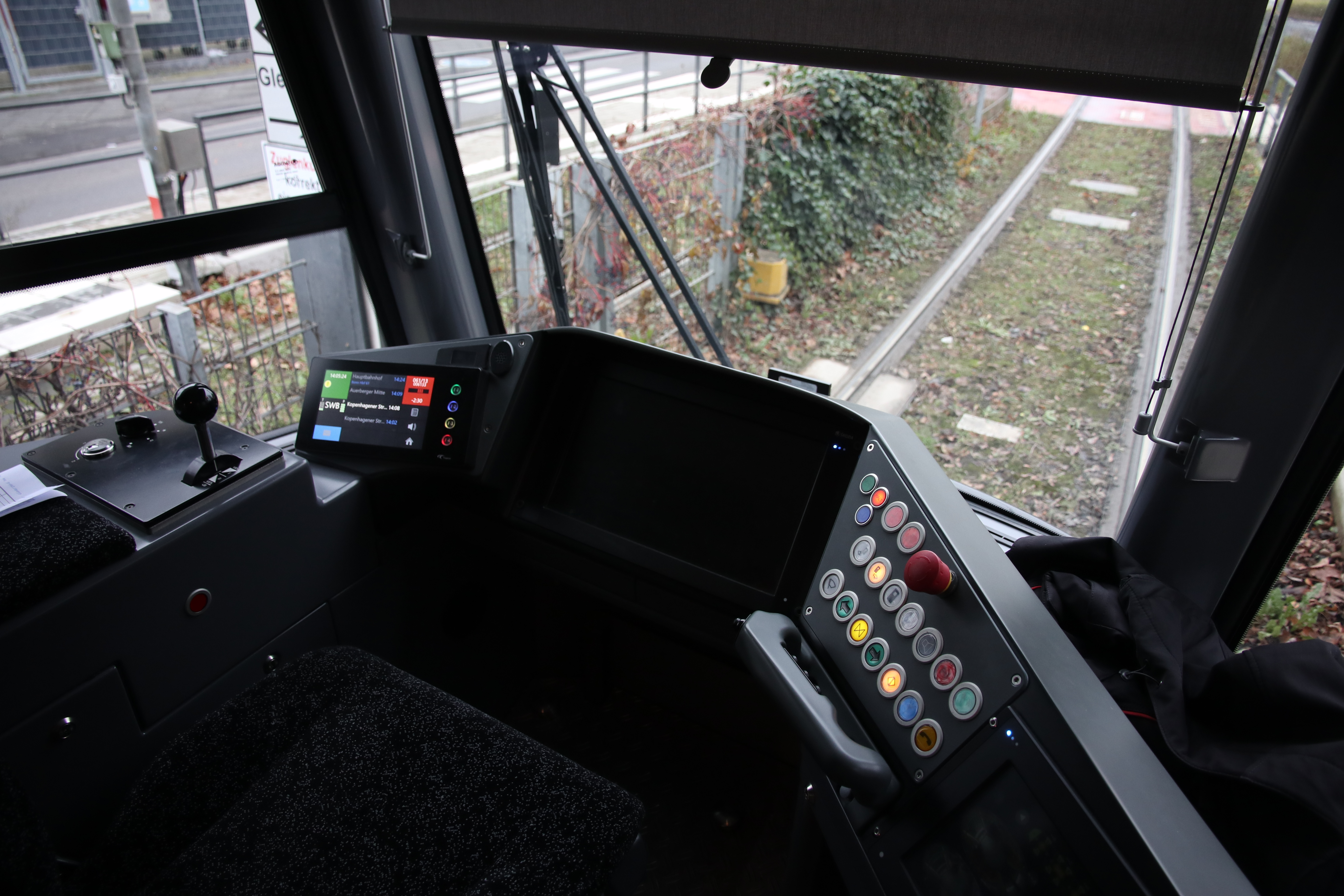
運転台

最初の車両は2023年2月にボン・シュタットバーンへ搬入され、試運転を重ねた後2024年12月9日に営業運転開始を記念したイベントが実施され、同年12月15日から本格的な営業運転が開始された。以降、合計28両が導入される事になっている他、契約の一環として車両の予備部品を収納する倉庫がシュコダによって建設されている。また、営業運転開始に先立ち、41Tはデザイン性や快適性が高く評価された事で2024年のレッド・ドット・デザイン賞を受賞している。

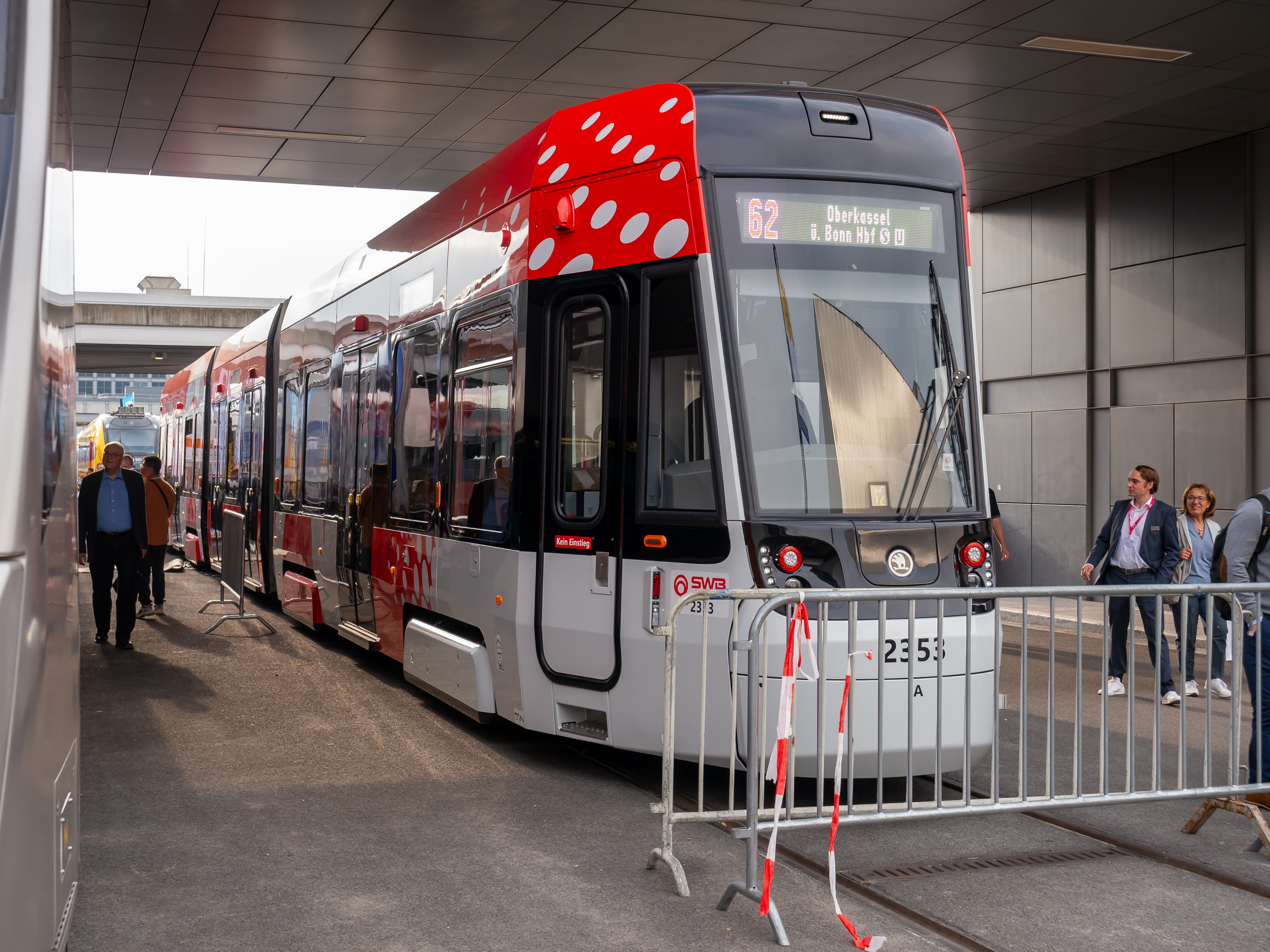
イノトランスに展示された41T（2024年撮影）
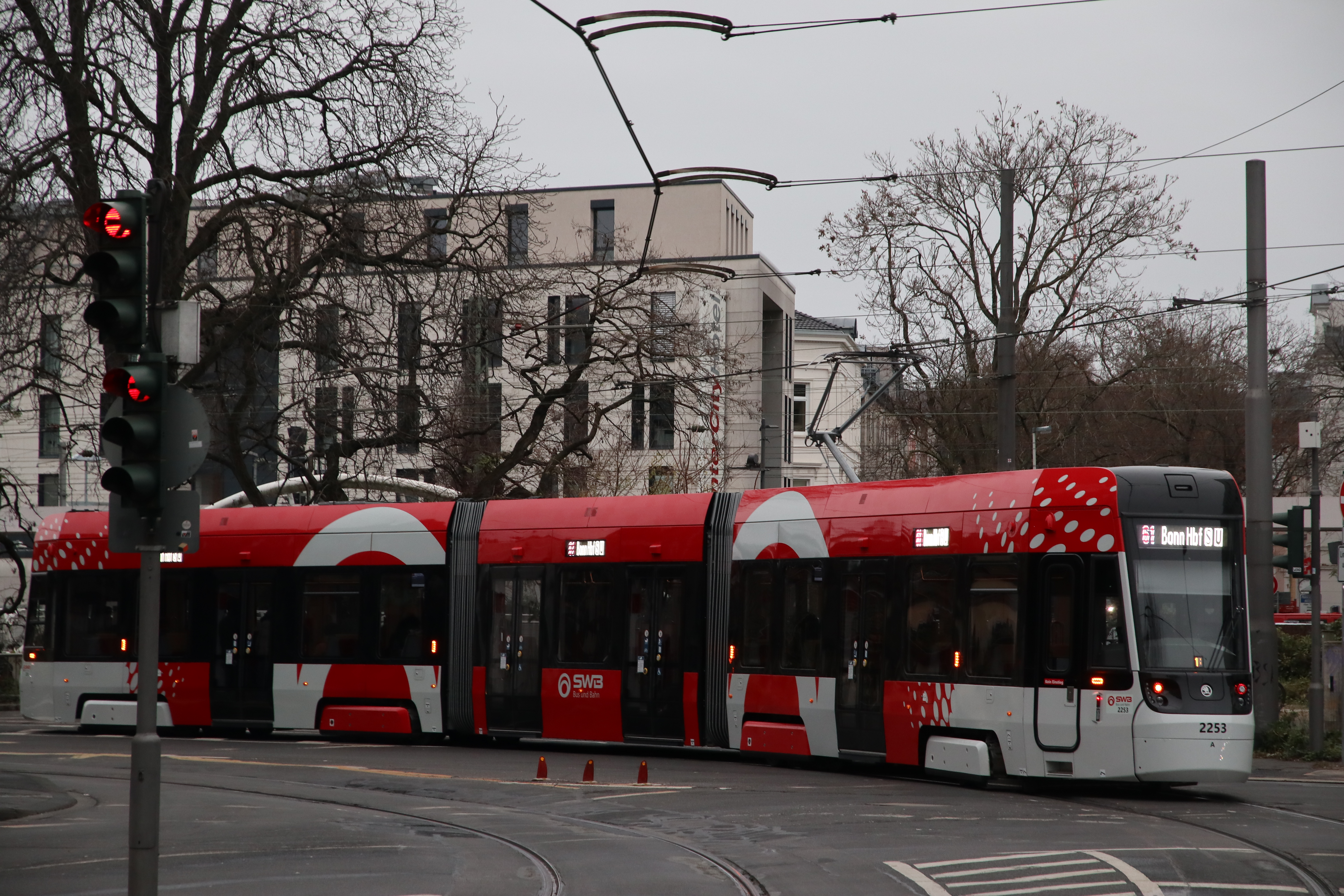
営業運転に就く41T（2024年撮影）